# Herbert Wigwe
 (février 2024).
La mise en forme du texte ne suit pas les recommandations de Wikipédia : il faut le « wikifier ».
Les points d'amélioration suivants sont les cas les plus fréquents. Le détail des points à revoir est peut-être précisé sur la page de discussion.
- Les titres sont pré-formatés par le logiciel. Ils ne sont ni en capitales, ni en gras.
- Le texte ne doit pas être écrit en capitales (les noms de famille non plus), ni en gras, ni en italique, ni en « petit »…
- Le gras n'est utilisé que pour surligner le titre de l'article dans l'introduction, une seule fois.
- L'italique est rarement utilisé : mots en langue étrangère, titres d'œuvres, noms de bateaux, etc.
- Les citations ne sont pas en italique mais en corps de texte normal. Elles sont entourées par des guillemets français : « et ».
- Les listes à puces sont à éviter, des paragraphes rédigés étant largement préférés. Les tableaux sont à réserver à la présentation de données structurées (résultats, etc.).
- Les appels de note de bas de page (petits chiffres en exposant, introduits par l'outil «  Source ») sont à placer entre la fin de phrase et le point final[comme ça].
- Les liens internes (vers d'autres articles de Wikipédia) sont à choisir avec parcimonie. Créez des liens vers des articles approfondissant le sujet. Les termes génériques sans rapport avec le sujet sont à éviter, ainsi que les répétitions de liens vers un même terme.
- Les liens externes sont à placer uniquement dans une section « Liens externes », à la fin de l'article. Ces liens sont à choisir avec parcimonie suivant les règles définies. Si un lien sert de source à l'article, son insertion dans le texte est à faire par les notes de bas de page.
- La présentation des références doit suivre les conventions bibliographiques. Il est recommandé d'utiliser les modèles {{Ouvrage}}, {{Chapitre}}, {{Article}}, {{Lien web}} et/ou {{Bibliographie}}. Le mode d'édition visuel peut mettre en forme automatiquement les références.
- Insérer une infobox (cadre d'informations à droite) n'est pas obligatoire pour parachever la mise en page.

Pour une aide détaillée, merci de consulter Aide:Wikification.
Si vous pensez que ces points ont été résolus, vous pouvez retirer ce bandeau et améliorer la mise en forme d'un autre article.
Herbert Onyewumbu Wigwe, CFR (né le 15 août 1966 et mort le 9 février 2024), etait un banquier et homme d'affaires nigérian. Il était le directeur général du groupe et PDG d'Access Bank Plc, l'une des cinq plus grandes institutions bancaires du Nigéria, après avoir succédé à son partenaire commercial, Aigboje Aig-Imoukhuede.
Wigwe commence sa carrière chez Coopers & Lybrand et Guaranty Trust Bank avant de rejoindre Access Bank en 2002 en tant que directeur adjoint de la société. Il en devient président-directeur général de l'entreprise en janvier 2014. Il meurt dans un accident d'hélicoptère le 9 février 2024 aux États-Unis alors qu'il se rendait au championnat du Super Bowl LVIII à Las Vegas.

## Enfance et scolarité
Herbert Onyewumbu Wigwe est né le 15 août 1966 à Isiokpo, dans l'État de Rivers ou à Ibadan, dans l'État d'Oyo, au Nigéria. Son père était le chef de Nigerian Television Authority et sa mère était infirmière. Wigwe obtient une licence en comptabilité de l'université du Nigeria, à Nsukka en 1987.
En 1990, il reçoit la bourse du British Council pour étudier à l'Collège universitaire du Galles du Nord (aujourd'hui l'université de Bangor), obtenant un Master of Arts en banque et finance en 1991. Il ensuite obtient une maîtrise en économie financière de l'université de Londres en 1996. Il a suivi le programme de gestion exécutive de l'école de commerce de Harvard et a reçu en 2018 un doctorat honorifique de l'université du Nigeria, Nsukka.

## Carrière
Wigwe commence sa carrière chez Coopers & Lybrand comme consultant en gestion à la fin des années 1980, avant de devenir Expert-comptable en 1989[pas clair]. Il rejoint plus tard Guaranty Trust Bank, où il travaille plus d'une décennie et finalement devient directeur exécutif vers 1998.

### Access Bank

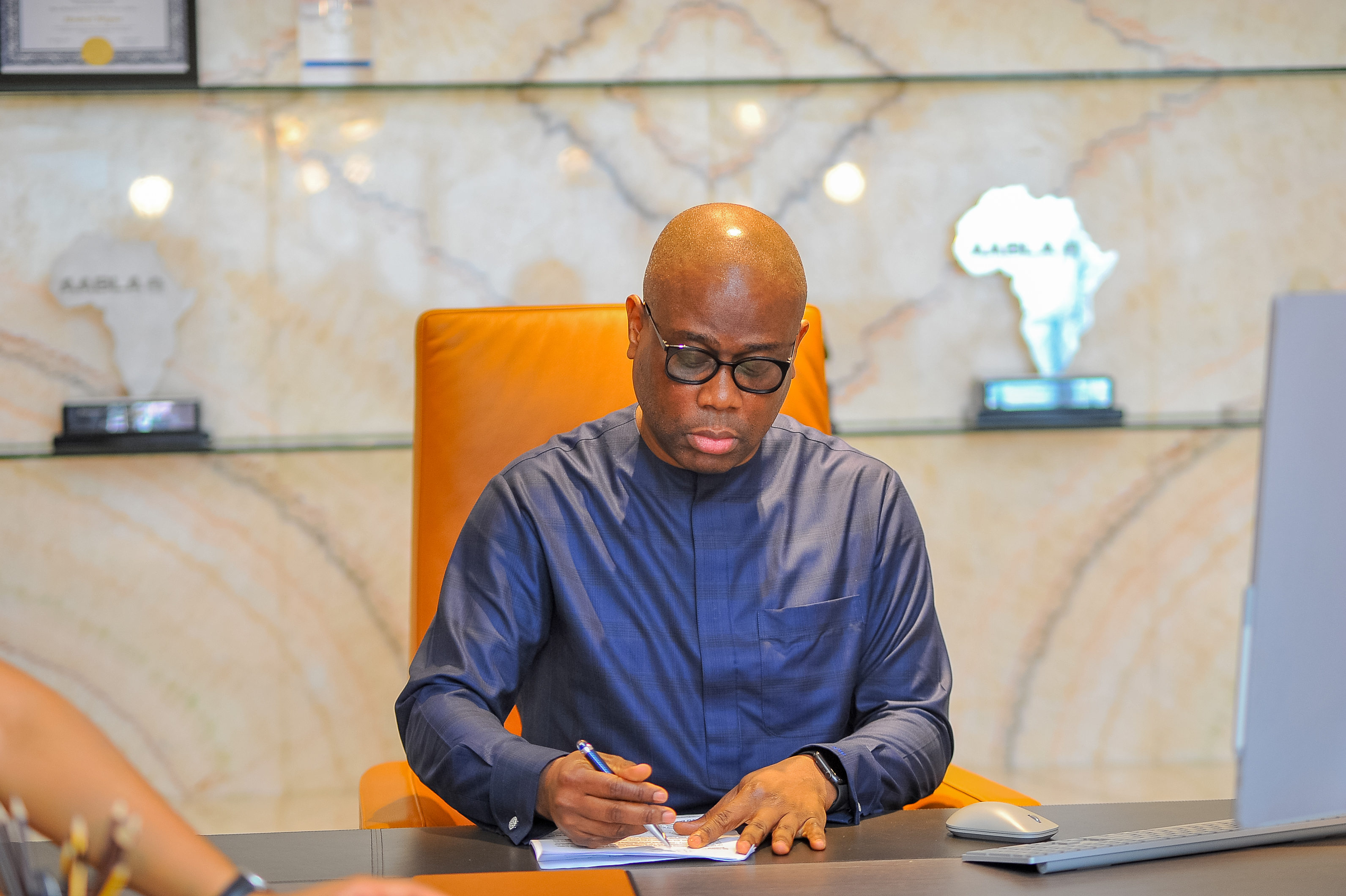
Wigwe dans son bureau au siège d'Access Bank à Lagos

En 2002, Wigwe et son partenaire commercial Aigboje Aig-Imoukhuede achetent Access Bank. Leur achat est retardé en raison des inquiétudes de la Banque centrale du Nigeria que les deux hommes sont trop jeunes pour posséder une banque. Entre 2002 et 2017, la banque devient la quatrième plus grande banque du Nigeria. Entre 2002 et 2014, il devient directeur adjoint de l'entreprise. Wigwe également devient président d'Access Bank Ghana SARL à partir de 2013. De janvier 2014 jusqu'à sa mort, il est PDG et directeur général du groupe Access Bank.
En 2018, Access Bank fusionne avec son concurrent Diamond Bank, ce qui en fait la plus grande banque du Nigeria. Il prévoit d'étendre la banque en Asie début 2024, mais il meurt avant le lancement officiel de toute expansion.

#### Access conférence
Wigwe participe à la création d'une série de leadership connue sous le nom d'Access Conférence. Cet événement biennal est la réponse d'Access Bank à un appel mondial à l'implication des entreprises dans la résolution des défis majeurs auxquels l'humanité est confrontée. Depuis son inauguration en 2013, l'Access Conférence constamment implique les dirigeants mondiaux en provoquant des débats sur les questions de menaces et d'opportunités pour le monde. Dans l'édition 2013, sur le thème « Sustainable Leadership », Wigwe s'est exprimé aux côtés de George W. Bush, Nicolas Sarkozy et John Kufuor, réaffirmant l'importance du leadership pour la réussite nationale et corporative.
Lors de l'édition 2015, Wigwe accueille des leaders mondiaux tels que Steve Wozniak, N. R. Narayana Murthy, José María Figueres, Muhammad Yunus pour discuter le thème « Diriger dans un monde en transformation – L’impératif de l’innovation »,.

### Philanthropie
Wigwe, Access Bank et l'UNICEF ont collaboré pour offrir un soutien aux enfants vulnérables, aux orphelins et aux personnes déplacées internes dans la partie nord du Nigeria. Pour sensibiliser à cette fin, la banque organise le tournoi annuel de haut niveau d'Access Bank/UNICEF Charity Shield Polo.
En 2016, Wigwe fonde The HOW Foundation, une organisation à but non lucratif.
En février 2017, il est nommé coprésident de la Nigerian Business Coalition against AIDS, une initiative du secteur privé visant à éradiquer le VIH/SIDA au Nigeria et à soutenir les personnes vivant avec cette maladie.

## Vie personnelle
Herbert Wigwe s'est marié en 1994 avec Chizoba Wigwe (née Nwuba), née le 12 juillet 1967, et le couple a eu quatre enfants ensemble.

### Mort
Wigwe fait partie des six personnes décédées le 9 février 2024 après le crash de l'Eurocopter EC130 dans lequel elles voyageaient près de Nipton, en Californie. Son épouse Chizoba, son fils Chizi (né en janvier 1995), l'ancien président du Nigerian Exchange Group Plc, Abimbola Ogunbanjo, et deux membres d'équipage sont également tués. Les passagers se rendaient de l'Aéroport international de Palm Springs, à Boulder City, Nevada, sur un vol charter opéré par Orbic Air, pour assister au match de championnat National Football League, Super Bowl LVIII, à Las Vegas,.

## Distinctions
Wigwe est nommé « banquier de l'année » 2016 par The Sun et Vanguard, deux des plus grands journaux du Nigeria.
En 2016, le Boys' Brigade investit Herbert Wigwe du titre de patron d'État du Conseil d'État de Lagos ,, en reconnaissance de « son rôle exemplaire dans la société et de ses contributions au développement de la jeunesse.
En octobre 2022, il est élevé au rang de Commander of the Order of the Federal Republic, (CFR ) un honneur national nigérian, conféré par le président Muhammadu Buhari.